# أندريه باولينو
أندريه باولينو (بالبرتغالية: André Luiz Paulino de Souza Motta‏) (14 مارس 1985 بريو دي جانيرو في البرازيل - ) هو لاعب كرة قدم برازيلي في مركز الدفاع. لعب مع نادي أفاي لكرة القدم ونادي شابيكوينسي ونادي مادوريرا وإيتومبيارا سبورت ‏ ونادي فولتا ريدوندا ونادي أنابوليس ‏ وAssociação Desportiva Cabofriense ‏ وNova Iguaçu FC ‏ وCentro de Futebol Zico Sociedade Esportiva ‏ ونادي سانتا كروز ونادي نوفو هامبورغو.

## وصلات خارجية
- أندريه باولينو على موقع قاعدة بيانات كرة القدم.إي يو (الإنجليزية)
- أندريه باولينو على موقع Soccerway.com (الإنجليزية)